# João Soares Tavares
Dr. João Soares Tavares [1]  de origem fidalga, nasceu entre 1699/1700 em Sta. Maria da Feira, também identificada por Vila da Feira, distrito de Aveiro, filho do juiz Desembargador Dr. António Tavares da Rocha e de sua mulher D. Maria Borges Soares, naturais de Refoios, Vale de Cambra; neto paterno do Capitão de Ordenanças e juiz dos Orfãos de Cambra Nicolau Fernandes (da Rocha), nat. de Carregosa, Oliveira de Azeméis e de sua mulher D. Domingas Tavares nat. de Refoios, Vale de Cambra; e neto materno de capitão de Ordenanças e juiz dos Orfãos do concelho de Cambra Manuel Soares Homem, natural de Refoios, V.Cambra e de sua mulher D. Maria Borges de Almeida, natural de Roge, V. Cambra.  
Transcreve-se o seu Procº de Leitura de Bacharel
“ O Dr. João Soares Tavares,    n.al do lugar de Refojos, fregª de Vª Cham .. da Vª de Cambra he fª do Dezºr Antº Tavares da Rocha e sua mer. Mª Borges Soares, netto da pte. Paterna de Niculão Frs e Dªas Tavares sua mer., e da materna de Mel. Soares Homem e sua mer. Maria Borges todos com a naturalidade do mesmo .. de Cambra, limpos na família e ascendencia de toda a infecta nação sem fama ou rumor emcontrario; nobres, vivendo com estimação ocupando os cargos da republica Cappitains e Juizes, sem terem exercitado officio macanico. Não he casado e se mostra ser de boa criação e costumes, cortez prª todos e bem inclinado como se ve do sumario junto e me consta de informação particular. VMag.de mandará o que for servido. Vª da Feira 24 de Agosto de 1726 [2]
Com 26 anos de idade, em 1726,  licenciou-se com o grau de doutor em leis [3]. Desde então teve uma intensa e notável carreira diplomática em Portugal e no Brasil ao serviço de sua Magestade.
Iniciou a carreira na magistratura como juiz de Fora da comarca da Guarda seguindo-se a sua nomeação para o ultramar (Brasil) como   Intendente da Fazenda Real na comarca de Rio de Mortes (Minas Gerais), onde teve uma actuação exemplar e após três anos em Minas, é nomeado Ouvidor Geral do Rio de Janeiro (1737 a 1739) [4].  
De regresso ao reino, em 1740 foi nomeado juiz Desembargador do Tribunal da Relação do Porto (DES. RP) [5] 
Em 1754 [6]  é nomeado Desembargador da Casa da Suplicação de Lisboa, e nesse ano volta novamente ao Brasil, e é nomeado   Chanceler do Rio de Janeiro, tinha 54 anos de idade. 
Em 1757 devido a problemas de saúde solicita à   coroa o envio de um substituto e autorização para recolher ao reino, o que aconteceu em 1758.  
Já no reino é nomeado Conselheiro do Concelho. [7] e [8]
Em 1732 obteve o Hábito da Ordem de Cristo e em 1754 e foro de Fidalgo Cavaleiro da Casa Real [9]
Supõe-se que não casou nem teve filhos, pois as Mercês que D. João V [10] atribui ao ilustre Chanceler e aos seus sobrinhos que ficaram órfãos de pai e mãe, ainda crianças, filhos da sua irmã D. Caetana Tavares e de seu marido o Capitão Alexandre Valente da Fonseca.  
Ainda em atenção aos seus distintos serviços à coroa, foi atribuída uma tença a sua irmã D. Teresa Benedita Tavares, freira no Mosteiro de Lorvão [11].
 CAPELA, José Viriato e MATOS, Henriques,  “João Soares Tavares, ilustre; doutor; chanceler da Relação do Rio de Janeiro” - Roge (Vale de Cambra,  in Memórias Paroquiais Aveiro e Coimbra, 1758,  Colecção Portugal nas Memórias Paroquiais, Braga, 2011, p. 887  -  ANTT, Leituras de Bacharéis, Maço 18, nº 18.
 Procº Leitura de Bacharéis – Letra I/J, Maço 18   https://digitarq.arquivos.pt/viewer?id=4167693  
(cxa. 18)    PT-TT-DP-A-A-5-3-9-18-18   tif   0021  
 RIBEIRO, Ana Isabel, Univ. Coimbra, “Ministros de Sua Majestade. Bacharéis oriundos da provedoria de Aveiro na carreira das Letras (1700-1770) - Apêndice - Bacharéis oriundos da Provedoria de Aveiro que fazem Leitura no Desembargo do Paço entre 1700-1770,  p.27  https://estudogeral.uc.pt/bitstream/10316/44438/1/Ministros.pdf

 MELLO, Isabelle de Matos Pereira de, “Magistrados ao Serviço do Rei: A Admnistração da Justiça e os Ouvidores 
Gerais na Comarca do Rio de Janeiro 1710 a 1790”, Tese doutoramento Universidade Federal Fluminense, Niteroi, 
2013, http://www.historia.uff.br/stricto/td/1530.pdf
  ibidem
 RIBEIRO, Ana Isabel, Univ. Coimbra, “Ministros de Sua Majestade. Bacharéis oriundos da provedoria de Aveiro na carreira das Letras (1700-1770) - Apêndice - Bacharéis oriundos da Provedoria de Aveiro que fazem Leitura no Desembargo do Paço entre 1700-1770,  p.22 e nota r.p. 42  https://estudogeral.uc.pt/bitstream/10316/44438/1/Ministros.pdf
ANTT, Registo Geral de Mercês, Chancelaria de D. José I, lv. 1, fl. 505 (carta de 05.08.1754)
 (AHU-RJ, cx 62, doc.2 Extracto das cartas escritas pelo chanceler do Rio de Janeiro … no ano 1757; AHU-RJ cxa 55, 
doc. 5148   Ofício do chanceler da Relação do Rio de Janeiro, João Soares Tavares)
 MELLO, Isabelle de Matos Pereira de, “Magistrados ao Serviço do Rei: A Admnistração da Justiça e os Ouvidores 
Gerais na Comarca do Rio de Janeiro 1710 a 1790”, Tese doutoramento Universidade Federal Fluminense, Niteroi, 
2013, p. 51
  Tribunal de Justiça do Estado do Rio de Janeiro, Dir. Geral de Comunicação (Centro Cultural do Poder Judiciário) “Desembargadores da Justiça no Rio de Janeiro” – Colónia e Império, Relação do Rio de Janeiro (1751-1808; Casa da Suplicação do Brasil (1808-1833); Relação da Corte (1833-1890), TJERJ, 2018, p.16
http://ccmj.tjrj.jus.br/documents/5989760/6097273/CatalogodeDesembargadoresweb.pdf
 cód. ref.: PT/TT/RGM/C/0019 -  Registo Geral de Mercês de D. João V, liv. 19, f.97 v   https://digitarq.arquivos.pt/viewer?id=1897682  tif  0199   tif   0200  e  tif   0228
 PT/TT/RGM/C/0019 - Registo Geral de Mercês, Mercês de D. João V, liv. 19, f.97 v   https://digitarq.arquivos.pt/viewer?id=1897682  tif  0199   tif 0200  e  tif 0228
1. ↑   [1)
2. ↑   [2]
3. ↑   [3]
4. ↑   [4]
5. ↑   [5]
6. ↑   [6]
7. ↑   [7]
8. ↑   [8]
9. ↑   [9]
10. ↑   [10]
11. ↑   [11]